# Шекель
Ше́кель или сикль (др.-евр. שקל‬) — мера массы золота и серебра у древних евреев и других семитских народов; шекель серебра (монета массой около 11,4 грамма) служил стандартной денежной единицей на Ближнем Востоке.
- Шекель Первой Иудейской войны — первая монета достоинством в шекель, чеканившаяся на территории Израиля в годы восстания против Римской Империи (66—71 годы н. э.).
- Гёрлицкий шекель (нем. Görlitzer Schekel) — памятный жетон для паломников, посещавших Священную гробницу (нем. Heiliges Grab) в г. Гёрлиц, воспроизводившую некоторые христианские святыни Иерусалима. Имитировал исторический шекель 1 в. н. э.[1]
- Израильский шекель, или старый израильский шекель — валюта Государства Израиль с 24 февраля 1980 года по 3 сентября 1985 года включительно.
- Новый шекель, или новый израильский шекель (ивр. שקל חדש‎, ше́кель хада́ш, англ. New Israeli Sheqel, NIS) — валюта Государства Израиль с 4 сентября 1985 года. Символ: ₪ (NIS), согласно номенклатуре ISO-4217 — ILS.

## История

### Древний мир
В древности шекель был мерой массы золота и серебра (так называемая «Библейская единица массы»; в русскоязычных источниках обычно упоминается как «сикль» («сикл»), к примеру, 10 сиклей серебра), в разные эпохи шекель составлял от 9 до 17 г. Слово «шекель» происходит от ивр. לשקול‎, что означает «взвешивать». Упоминание о шекеле как мере веса восходит ко второму тысячелетию до н. э.: шумеры использовали эталоном массу 1 зерна пшеницы (0,046 г) — «ше» или «шеум» (буквально — «зерно»), 180 ше составляли сикль (8,28 г, на иврите слово трансформировалось в «шекель»). Шекель серебра был стандартной денежной единицей. Шекель как меру веса использовали евреи, моавитяне, эдомитяне, финикийцы и другие народы. Пунические монеты базировались на шекелевой мере веса, которая была заимствована у финикийцев. Тридцать сребреников, за которые, согласно Евангелиям, Иуда Искариот предал Иисуса Христа, были 30 тирскими шекелями.

### Палестинский и израильский фунты, израильский шекель

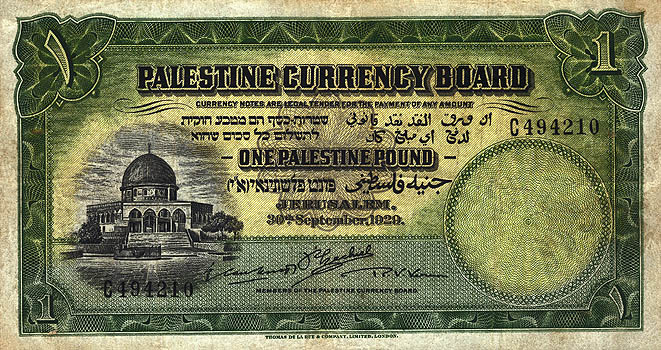
Палестинский фунт подмандатной территории 1929 года выпуска

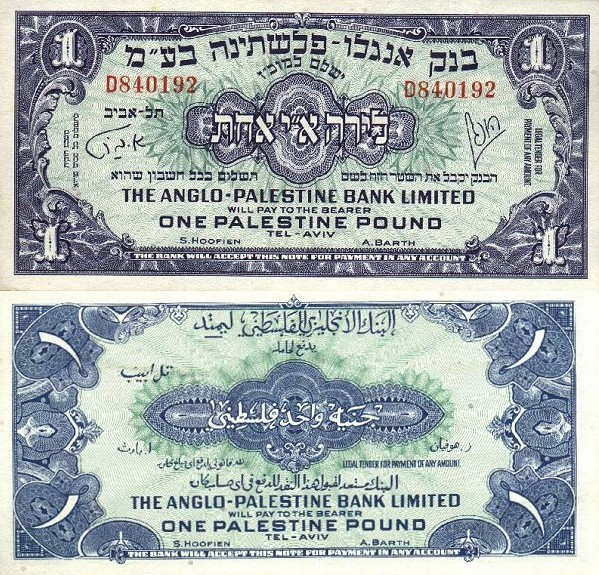
1 палестинский фунт Государства Израиль выпуска 1948 года

После провозглашения в 1948 году Израиля (который до этого был британской подмандатной территорией и в качестве валюты имел палестинский фунт, строго приравненный к британскому фунту стерлингов) перед независимым государством встал вопрос о национальной валюте. Провозгласив независимость, израильтяне немедленно сменили банкноты на свои, но не поменяли название валюты. Когда банкноты заказывались, никто ещё не знал, как будет названо новое государство, не говоря уже об имени собственной валюты. Поэтому было решено напечатать на купюрах — «палестинский фунт» на английском, как и было ранее на валюте времён мандата, и «лира земли израильской» на иврите.
Лира (ивр. לירה‎) на иврите означает «фунт», поэтому «израильская лира» и «израильский фунт» — это два разных наименования одной и той же денежной единицы.
Закон о возвращении к шекелю Кнессет (израильский парламент) принял ещё 4 июня 1969 года. То есть уже тогда от израильского фунта планировали отказаться, но точный момент для начала операции по переводу страны на новые деньги должен был быть выбран министром финансов, поэтому ещё десять лет страна пользовалась израильскими фунтами. Операция по смене денег была засекречена, 22 февраля 1980 года был осуществлён переход к шекелю.

### Новый израильский шекель
В связи с гиперинфляцией, достигавшей сотен процентов в год, израильский шекель сильно обесценился. После того, как израильское правительство сумело обуздать гиперинфляцию, был осуществлён переход к новой валюте, названной новый израильский шекель. Эта валюта имеет хождение с 4 сентября 1985 года и до сегодняшнего дня. После 4 сентября 1985 года выведенный из обращения израильский шекель в обиходе часто называют старым шекелем (в отличие от нового шекеля, введённого в оборот).
В оформлении банкнот использованы портреты исторических деятелей. С 1999 года идёт выпуск второй серии новых шекелей также с портретами исторических лиц, но с необычным — вертикальным дизайном. С 2014 года начал осуществляться постепенный переход на купюры третьей серии с портретами израильских поэтов.
В обращении находятся банкноты достоинством в 20, 50, 100 и 200 шекелей, монеты достоинством в 10 агор, а также ½, 1, 2, 5 и 10 шекелей. Планируется выпуск банкнот достоинством в 500 шекелей и монет достоинством в 25 агор. Монета в 1 агору выведена из обращения с 1 января 1992 года. Монета достоинством в 5 агор выведена из наличного обращения с 1 января 2008 года, но её номинал в безналичном расчёте остаётся, и с 1 января 2011 года эта монета перестала приниматься как законные деньги и её номинал остаётся только в безналичном расчёте. Также существует номинал монеты достоинством в одну агору, которая была отменена в 1992 году как наличное платежное средство, но сохранено как средство платежа по безналичному расчёту. В 2007 году в обращение была введена монета в 2 шекеля. С 2008 года заменяются бумажные банкноты достоинством 20 шекелей на новые — имеющие несколько отличный дизайн и изготовленные из пластика.
Новый шекель является международной свободно конвертируемой валютой с 1 января 2003 года, и внесён в список из 18 свободно конвертируемых валют, используемых для расчётов глобальной межбанковской системой CLS, 26 мая 2008 года. Символическое обозначение нового шекеля — ₪. Общепринятая английская аббревиатура нового шекеля — NIS (New Israeli Sheqel). В соответствии с ISO 4217 международный код нового шекеля — ILS.